# Printzheim
Printzheim é uma comuna francesa na região administrativa de Grande Leste, no departamento Baixo Reno. Estende-se por uma área de 4,27 km². Em 2010 a comuna tinha 207 habitantes (densidade: 48,5 hab./km²).